# Никитина, Альбина Александровна
Никитина Альбина Александровна (Сухан) — чувашская писательница и драматург, журналистка Янтиковской районной газеты «Сельский труженик» (чув. Ял ĕçченĕ).

## Биография
Родилась 13 июля 1963 года в деревне Ыхра-сирма (Ыхра-çырма) Урмарского района. Закончила историко-филологический факультет Чувашского государственного университета имени И. Н. Ульянова. После окончания учёбы работает в редакции Янтиковской районной газеты. В свободное время занимается писательством и публикуется под псевдонимом Сухан. Первая публикация её пьесы «Вĕрентеççĕ арăмсем» состоялась в журнале «Ялав», после чего её произведения начинают появляться на страницах газет и журналов, таких как «Ял ĕçченĕ», «Чăваш хĕрарăме», «Ялав» и «Тăван Атăл».
Пьесы Альбины Сухан ставились на сцене театров Чувашской Республики.